# Route thermale des Pyrénées

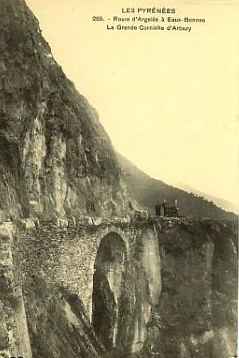
La route thermale vers 1900.

La route thermale des Pyrénées est une liaison routière qui fut ouverte en plusieurs tronçons entre les villes d'eaux de la chaîne pyrénéenne à partir de 1859, sous l’impulsion et grâce au financement de Napoléon III.
Outre l'avantage de mettre tous les grands bains des Pyrénées en communication directe les uns des autres, ces routes offrent celui de favoriser l'exploitation des forêts, des mines, des carrières de marbre et des ardoisières qu'elle mettent à découvert. Longeant la frontière espagnole, elles sont également d'une grande utilité stratégique. Enfin, leur intérêt touristique est avéré dès leur création. Elles ont été classées par le décret impérial du 8 mai 1860.

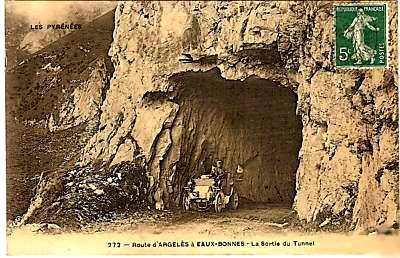
Tunnel sur le versant d'Argelès, 1898.

Le tronçon qui relie les stations thermales des Eaux-Bonnes et d'Argelès-Gazost passe par le col d'Aubisque (1 709 m) et le col du Soulor (1 474 m). Entre ces deux cols, la route fut tracée selon une pente uniforme. Ce choix impliquait de franchir, à flanc de falaise, les parois du cirque du Litor, par une route en corniche surplombant d’environ 200 m les pâturages. Cela entraîna le percement des deux tunnels de Bazen. La route fut inaugurée le 30 août 1864.
Aux Eaux-Bonnes, l'empereur profita des travaux pour offrir à sa jeune épouse une voie parallèle de quelques kilomètres sur le budget des routes thermales. Elle deviendra la promenade de l'impératrice. 
Les quatre routes thermales furent intégrées en 1930 à la RN 618 avant d'être aujourd'hui déclassées en RD 918 et RD 618.

## Achille Jubina

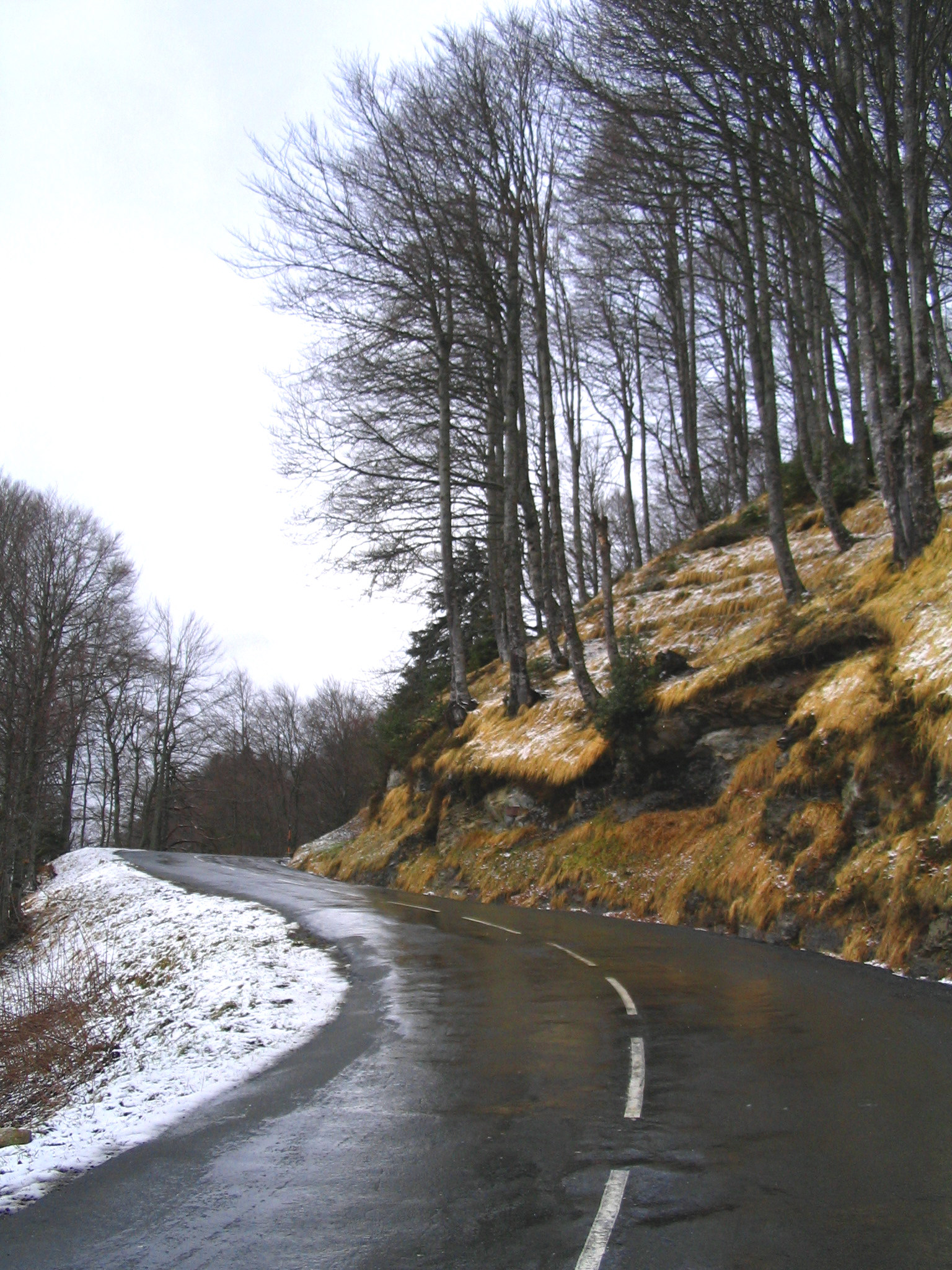
La route thermale entre Gourette et le col d'Aubisque.

- M.Achille Jubinal lors de la séance du corps législatif le 22 juin 1868, s'exclame Écoutez ceci : il y a cinq ou six ans, on ne traversait le col d'Aspin qu'à cheval. Maintenant, grâce à l'Empereur, qui a eu personnellement l'Idée des routes thermales, nous passons au col de Torte et au col d'Aspin, à 1 800 mètres au-dessus du niveau de la mer ; du col du Tourmalet, ainsi qu'au col de Peyresourde, qui descend par Luchon ; nous passons à 2 000 mètres d'altitude avec des voitures à quatre chevaux, aussi facilement que vous traversez en Daumont la place de la Concorde. (Exclamations et rires.)

Pourquoi donc un chemin de fer ne pénétrerait-il pas là où vont à présent les voitures ? 